# Народна социалистическа република Албания
Народна социалистическа република Албания (на албански: Republika Popullore Socialiste e Shqipërisë) е официалното название на Албания в периода 1976 – 1992 г.
В периода 1944 – 1946 г. наименованието ѝ е Демократично правителство на Албания, а през 1946 – 1976 г. – Народна република Албания.

## История
На 29 ноември 1944 г. Албания е освободена от Националното движение за освобождение. Антифашисткият национален съвет, формиран през май същата година, се превръща във временно правителство на страната.
Правителството на Националното движение за освобождение е доминирано от Комунистическата партия на Албания. Първият секретар на партията, Енвер Ходжа, става премиер на Албания. Още от първия ден започва диктатура. До падането на комунизма през 1991 г., Албания остава изключително изолирана от другите държави.